# NGC 826
NGC 826 este o galaxie spirală situată în constelația Triunghiul. A fost descoperită în 18 septembrie 1871 de către Édouard Stephan⁠(d). Se află la o distanță de 65,51 de megaparseci de Pământ.